# Felix van Kalmthout
Felix Andreas Wilhelmus Maria van Kalmthout (Tilburg, 16 oktober 1932 – Amsterdam, 24 december 2012) was een Nederlands beeldhouwer.

## Leven en werk
Van Kalmthout was het jongste kind van Willem van Kalmthout (1890-1943), directeur van het Conservatorium in Tilburg, en diens vrouw Maria Engelina Lutkie (1891-1977).
Hij werd opgeleid aan de Tilburgse academie, het Hoger Instituut voor Schone Kunsten in Antwerpen, bij Arthur Dupon, Henri Puvrez, Mark Macken, en aan de Rijksakademie in Amsterdam bij Cor Hund. Hij maakte onder meer reliëfs, wandplastieken en vrijstaande beelden, in overwegend figuratieve stijl. Van Kalmthout was aangesloten bij de Nederlandse Kring van Beeldhouwers en Arti et Amicitiae.

## Werken (selectie)
- 1967 boomfiguur, keramisch reliëf, Rijnstraat 115, Amsterdam
- 1969 vrouwenfiguur, Oldehof, Onstwedde
- 1970 Wijsheid, Rogier van Leefdaelstraat, Hilvarenbeek
- 1976 Opdat wij niet vergeten, beeldengroep in de Rumolduskapel, Weert
- 1984 Walenweeskinderen, 1e Weteringdwarsstraat, Amsterdam
- 1987 Vleugelvormen, Beatrixpark (Amsterdam)
- 1994 Huize vrouwen, Huizen

## Galerij

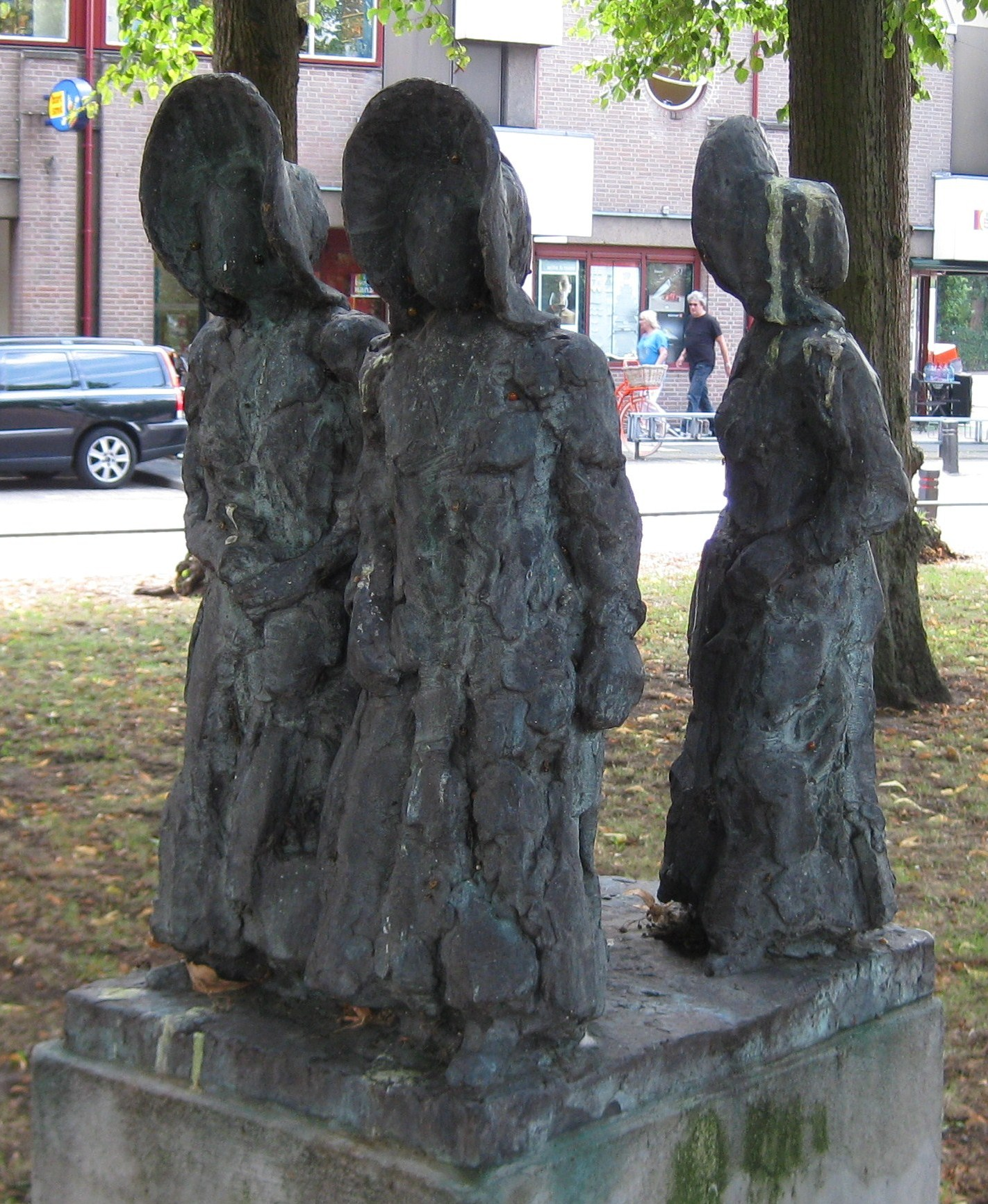
Huizer vrouwen
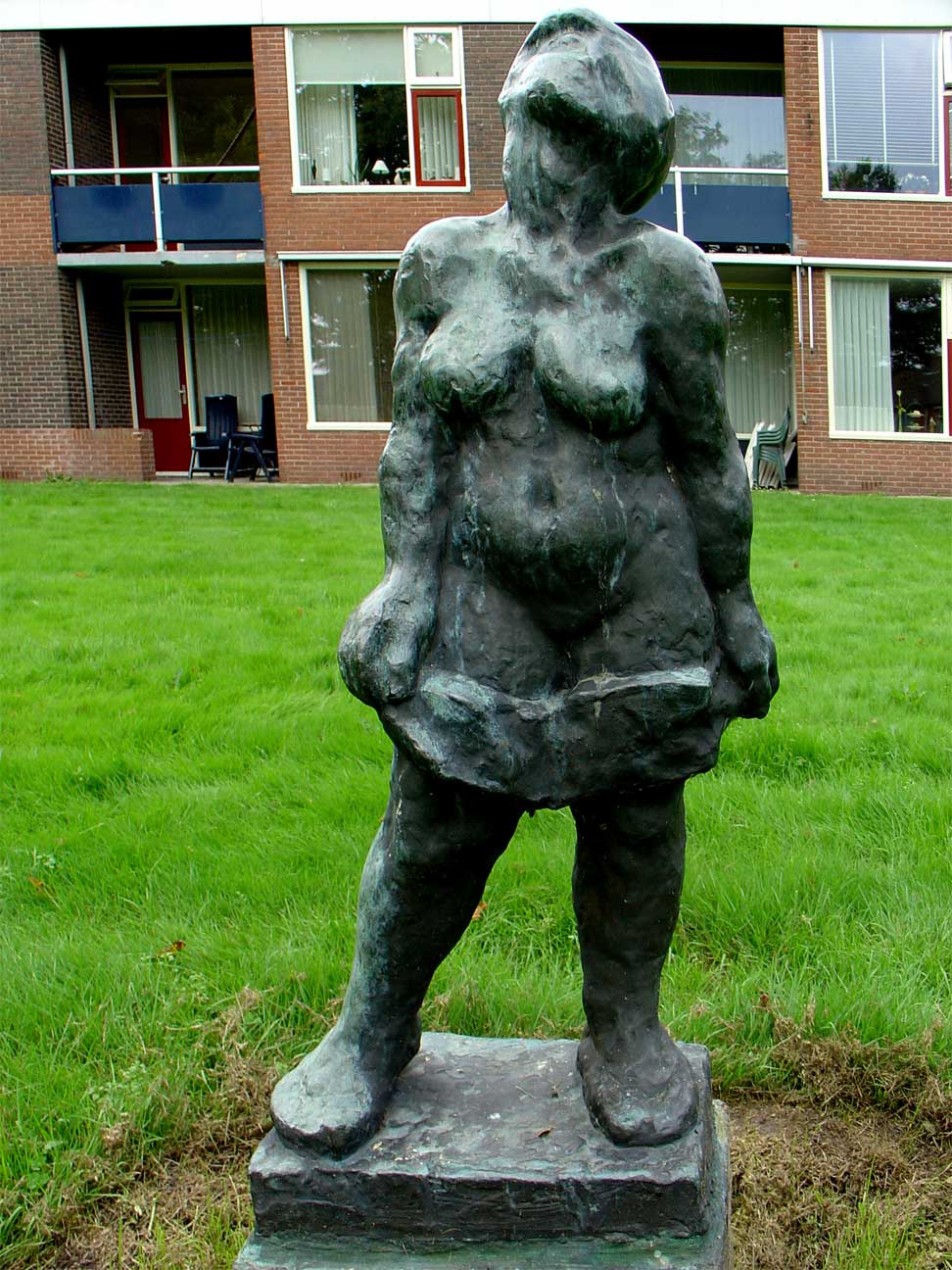
vrouwenfiguur Onstwedde

- RKD-Nederlands Instituut voor Kunstgeschiedenis: 43315